# Kamil Čontofalský
Kamil Čontofalský (Košice, 3 juni 1978) is een profvoetballer uit Slowakije. Hij staat sinds 2011 als doelman onder contract bij Slavia Praag en speelde eerder clubvoetbal in Slowakije, Rusland en Cyprus. Met FK Zenit Sint-Petersburg won hij de UEFA Cup in 2008.

## Interlandcarrière
Čontofalský kwam in totaal 34 keer uit voor het Slowaaks voetbalelftal in de periode 2002-2007. Hij maakte zijn debuut op 27 maart 2002 in de vriendschappelijke wedstrijd in Graz tegen Oostenrijk, dat met 2-0 werd verloren door treffers van Ronald Brunmayr en Markus Weissenberger. Twee jaar eerder maakte hij deel uit van de Slowaakse ploeg die deelnam aan het voetbaltoernooi bij de Olympische Spelen in Sydney. Daar kwam hij alleen in actie in het openingsduel in groep D, dat met 3-1 werd verloren van Brazilië.

## Erelijst
Zenit St. Petersburg
- UEFA Cup

2007/08
- UEFA Super Cup

2008
- Premjer-Liga

2007
- Russische Supercup

2008